# Villa Santo Stefano
Villa Santo Stefano là một đô thị ở tỉnh Frosinone trong vùng Lazio, có vị trí cách khoảng 80 km về phía đông nam của Roma và khoảng 13 km về phía nam của Frosinone.
Villa Santo Stefano giáp các đô thị: Amaseno, Castro dei Volsci, Ceccano, Giuliano di Roma, Prossedi.